# Sint Willebrord
St. Willebrord (Brabants: 't Heike) is een kerkdorp in de gemeente Rucphen in de Nederlandse provincie Noord-Brabant. Op 1 januari 2023 had het dorp 9.560 inwoners (CBS). Het ligt tussen Roosendaal en Etten-Leur.

## Toponymie
St. Willebrord (oorspronkelijk Sint-Willibrord) is de naam die in 1841 werd gegeven aan de nederzetting Het Heike (Theike). Vroegere schrijfwijzen waren: ’t Hyke (1831), ’t Heijke (1741), ’t Eijke (1768), ’t Hijke (1773). De plaats is genoemd naar de missionaris uit de 8e eeuw, de heilige Willibrord.

## Geschiedenis
Het Heike is van oorsprong (alvorens er sprake was van een nederzetting) een toponiem waarmee een klein onbewoond heidegebied van circa 400 bunders werd aangeduid dat was gelegen aan de oostzijde van de Rucphense Achterhoek, de noordwestzijde van de Sprundelse Luienhoek, de westzijde van de Ettense Hoge Donk en de Zuidelijke hoek van de Hoevense Heul (Bremstraat).
Het Heike was door zijn ligging verdeeld in vier kleinere “Heikes”:
- het Rucphens Heike (onderdeel van de Achterhoek)
- het Sprundels Heike (onderdeel van de Luienhoek)
- het Ettense Heike / de Ettense hoek (onderdeel van (onder) de (Hoge) Donk / Donkskwartier / Luienhoek)
- de Bremstraat (onderdeel van de Heul).

In 1292 werd het oostelijk deel van het huidige dorp door de heer van Breda uitgegeven ter vervening. Omstreeks 1500 werd de turfwinning beëindigd, waarna de vrijkomende goede gronden voor de landbouw werden benut. De slechtere gronden raakten begroeid met gagelstruweel en heide. Pas in 1636 werd melding gemaakt van een zekere bewoonde kern op 't Heike, waar geleidelijk meer mensen kwamen te wonen. Vooral na 1775 was er sprake van bevolkingsgroei, mede door het hoge geboortecijfer. In 1841 was de nederzetting uitgegroeid tot circa 100 woningen met circa 500 inwoners. Omdat de nederzetting over drie gemeenten (Etten-Leur, Rucphen en Hoeven) was verdeeld, ontbreken exacte getallen.
In 1841 werd de zelfstandige parochie Sint-Willebrord afgesplitst van die van Sprundel. Toen tevens een kerk werd gebouwd, trad er verdichting van de bebouwing op tot een echt dorp. Dit is na 1940 verder uitgegroeid tot het grootste kerkdorp in de gemeente Rucphen.
De bevolkingstoename bracht, gegeven de onvruchtbare bodem, armoede met zich mee. Het karige inkomen werd aangevuld met werkzaamheden zoals mandenvlechten, bezembinden, drogen van mos, wassen van zand, handel in kalveren en werken op de nabije, vruchtbare, zeekleigronden.
De armoede leidde tot oprichting van de Onderlinge Maatschappij tot verbetering van de toestand van de bewoners van Sint Willebrord, in 1842. Twee jaar later werd 24 ha grond aangekocht die door de bewoners kon worden ontgonnen. In het begin van de 20e eeuw maakte kunstmest het mogelijk om deze grond voor de tuinbouw in te richten en in 1913 werd een tuinbouwvereniging opgericht. Onder meer aardbeien en frambozen werden geteeld en verhandeld op de veiling te Breda. De Maatschappij leerde de bewoners de benodigde ambachten aan en er werd vlas aangekocht dat door de bewoners tot garen werd gesponnen. Ook verschafte men hout voor klompenmakerij en er werd in 1909 een rozenkransenfabriek opgericht. Omstreeks 1925 werkten hier 100 mensen, waarvan 70 in huisarbeid en 30 op de fabriek. Deze fabriek werd na de Tweede Wereldoorlog niet meer opgestart en ingericht als sociale werkplaats, om in de jaren 70 van de 20e eeuw te worden gesloopt. De Rozenkransstraat herinnert nog aan deze episode.
Uiteraard vonden de mensen ook werk in de opkomende industrieën in het nabijgelegen Breda en Roosendaal.
Sinds 1885 is St. Willebrord een filiaalbedevaartplaats van Lourdes. In dat jaar werd een Lourdesgrot gebouwd. In 1925 werd een nieuwe kerk gebouwd, gebaseerd op het silhouet van de Basiliek van Lourdes. Het oorspronkelijke ontwerp van pastoor Bastiaansen werd uitgewerkt door architect J.H.H. van Groenendael. Ook werd in 1885 St. Willebrord voor het eerst met een verharde weg bereikbaar, en wel een weg die aftakte vanaf de steenweg Breda-Roosendaal. Deze werd in 1908 via Schijf doorgetrokken tot de Belgische grens. De steenweg was nodig om de grote aantallen bedevaartgangers op te vangen die naar het processiepark trokken.

## Bezienswaardigheden

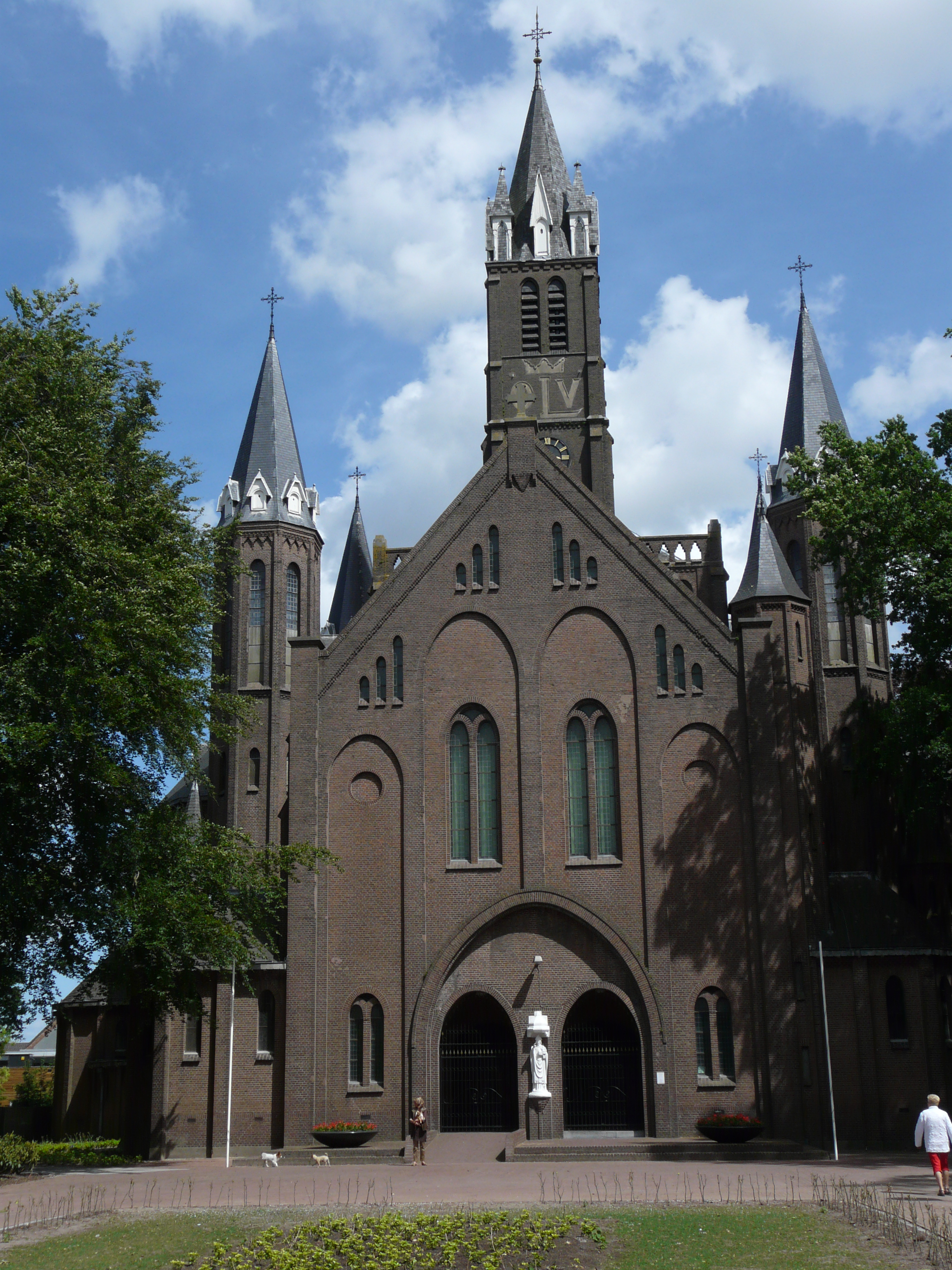
Sint-Willibrorduskerk

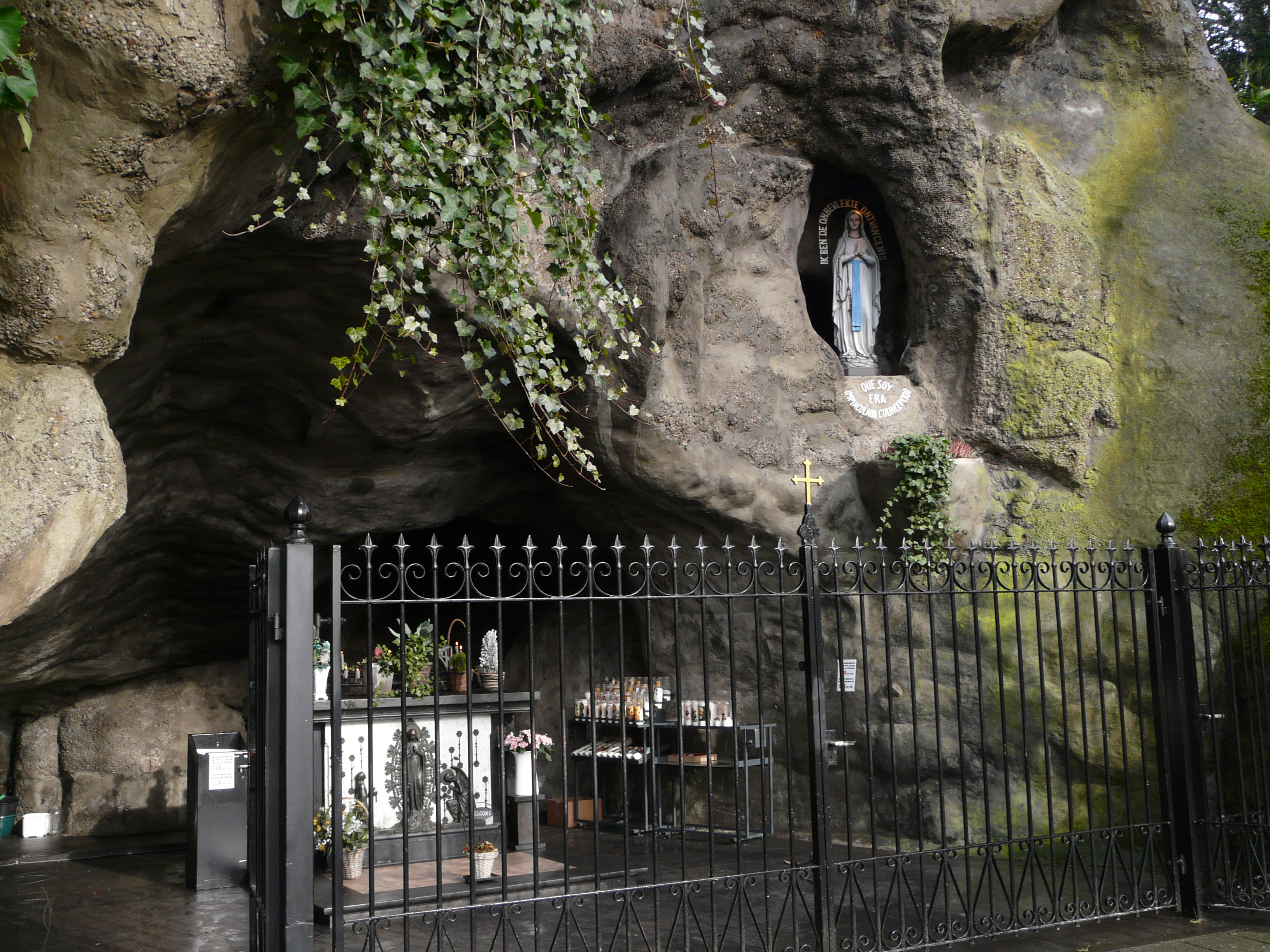
Lourdesgrot

Het dorp bestaat vooral uit grote, vrijstaande huizen en heeft weinig historische monumenten. De belangrijkste bezienswaardigheid is de kerk met daaromheen het mooie processiepark.
- De Sint-Willibrorduskerk uit 1925.
- De Lourdesgrot met buitenpreekstoel uit omstreeks 1925.
- Het Processiepark om de kerk, van oorsprong 19e-eeuws, maar gerenoveerd in 1925. In 2010 is het processiepark opnieuw gerenoveerd en zo veel mogelijk in oude staat teruggebracht.
- De Kruisweg in het processiepark. De tussen 1932 en 1934 opgerichte kruisweg is niet langer intact. Van de veertien grote, driedimensionale staties zijn er nog maar twee over: op het kerkhof XII 'Jezus sterft aan het kruis' en naast de kerk XIII 'De kruisafname'. Met het plaatsen van veertien nieuwe kruiswegstaties in het voorjaar van 2012 is de renovatie van het Processiepark afgerond.
- De verschillende beelden van de pastoors van het dorp, zoals dat van Ad de Bok en P.N. Bastiaansen.

## Natuur en landschap
De omgeving van St. Willebrord is dicht bebouwd. De kern van Sprundel is er in het zuiden zelfs aan vastgegroeid. Ten noordwesten van het dorp, aan de overzijde van de autoweg, bij Bosschenhoofd, bevindt zich het Pagnevaartbos. De Zwarte Sloot, een turfvaartrestant, is de enige waterloop van betekenis.

## Evenementen
Jaarlijks terugkerende evenementen zijn de Dorpenomloop Rucphen, het "International Rood-Wit U10 Tournament", de kermis, braderie, pepernotenmarkt, internationale vogeltentoonstelling en schilderijenexpositie van amateurschilders.

## Sport
St. Willebrord was één keer etappeplaats in de wielerkoers Ronde van Frankrijk. In 1978 won de Nederlander Jan Raas er de in Leiden gestarte etappe.
Op zondag 21 augustus 2022 liep de route van de derde etappe (van Breda naar Breda) van de Ronde van Spanje 2022 door St. Willebrord.

## Voorzieningen
Enkele voorzieningen zijn verzorgingshuis Heidestede, Steunpunten 'De Rozenkrans', 'De Vogelzang', 'Gagelstede' en 'De Linde', Buurthuis De Lanteern met jeugdcentrum, zaal van TTV The Back Hands. Ook waren er twee Rooms-katholieke basisscholen: Willibrordus en Maria Goretti, welke nu zijn gefuseerd naar één basisschool genaamd 'De Heilinde'. Er is een peuterspeelzaal 'Dol-Fijn', en zijn er verder in het dorp verscheidene gastouder- en kinderopvang. St. Willebrord heeft een royaal aanbod aan detailhandel en met enkele grote supermarkten een regionale aantrekkingskracht. Winkels bevinden zich in de Dorpsstraat, waar het op vrijdag koopavond is. De weekmarkt is op zaterdag van 8:30 tot 12:00 uur.
In St. Willebrord is het restaurant O&O gevestigd. Op 17 december 2018, bij de uitreiking van de Michelinsterren voor 2019, ontving het restaurant één Michelinster.

## Verenigingen
Enkele verenigingen zijn: Voetbalvereniging Rood-Wit, Tafeltennisvereniging The Back Hands, Wielervereniging Willebrord Wil Vooruit, Fanfare De Eendracht, Gemengd koor Con Grazia, accordeonvereniging Sempre Cresendo, ondernemersvereniging Willebrord Promotion, Wijkvereniging De Gagelrijzen, DartClub de Gagelprikkers, Carnavalsvereniging De Heikneuters en verder diverse biljartverenigingen en duivenclubs.

## Verkeer en vervoer
St. Willebrord is bereikbaar via de A58. Openbaar vervoer is er via de buslijn 162 van Arriva richting Breda of Roosendaal.

## Politiek
St. Willebrord kent al jaren een vrij opmerkelijk politiek stemgedrag. Het opkomstpercentage bij verkiezingen hoort steevast tot de laagste van Nederland en partijen met uitgesproken standpunten als de Boerenpartij, de Centrum Democraten en de LPF haalden hier hoge percentages.
Tegenwoordig is het dorp het grootste bolwerk van de PVV in Nederland. Bij de Tweede Kamerverkiezingen in 2010 behaalde die partij 54,9% van de stemmen. In een lokale krant werd het kerkdorp zelfs "Sint Wildersbrord" genoemd. Bij de Tweede Kamerverkiezingen in 2012 verloor de PVV fors, net als in de rest van het land, maar met 40,8% behaalde de partij in St. Willebrord nog altijd veruit het hoogste percentage van Nederland. bij de Tweede Kamer verkiezingen van 2023, waarbij de PVV de winnaar werd haalde de partij meer dan 70 procent van de stemmen in het dorp.

## Bekende inwoners
- Wim van Est, wielrenner
- Donny Gorter, voetballer
- Edwin Gorter, voetballer
- Jacques Hanegraaf, wielrenner
- Dick Jaspers, biljarter
- Corry Konings, zangeres
- Frans van Kuijk, biljarter
- Damian Mol, darter
- Christ van der Smissen, biljarter
- Gerwin Valentijn, biljarter
- Marinus Valentijn, wielrenner
- Rini Wagtmans, wielrenner
- Wout Wagtmans, wielrenner
- Jeroen en Martijn Boeren, dj- en producerduo
- Giovanni Latooy, youtuber
- Fernando Reyes, bedenker van de danspassen bij de Vogeltjesdans, uitgevoerd door de Elektronica's

## Nabijgelegen kernen
Bosschenhoofd, Oudenbosch, Etten-Leur, Hoeven, Rucphen en Sprundel.
Dorpen: Rucphen · Schijf · St. Willebrord · Sprundel · Zegge

Buurtschappen: De Berk · De Dood · De Heiberg · De Posthoorn · De Schietbaan · Het Hoekske · Het Oosteind · Langendijk · Langeschouw · Munnikenheide · Nederheide · Nispense Achterhoek · Noordhoek · Steenpaal 

Noord-Brabant: Steden en dorpen      Nederland: Provincies · Gemeenten